# OH/IR-Stern
OH/IR-Sterne sind hinter einer Staubhülle verborgene Rote Riesen, die Strahlung überwiegend im Infraroten und sub-mm-Bereich aussenden. Das OH im Namen stammt vom Hydroxylradikal, dessen typische Emissionslinie im Spektrum dieser Sterne enthalten ist.

## Entwicklung
OH/IR-Sterne repräsentieren einen 105 Jahre andauernden starken Masseauswurf am Ende der AGB-Phase von massereichen Sternen (3 bis 8 Sonnenmassen), der als Superwind bezeichnet wird. Die Massenverlustrate erreicht einige 10−5 Sonnenmassen pro Jahr und wird wie bei den Mirasternen durch Pulsationen ausgelöst. Das abströmende Gas kondensiert nach einigen Sternradien zu Staub und absorbiert die sichtbare Strahlung vollständig. Der Staub erwärmt sich und strahlt die Wärme im Infraroten ab. Demgegenüber haben Mirasterne nur 1 bis 2 Sonnenmassen, was nicht zur Ausbildung optisch dicker Hüllen reicht.

## Beobachtung
OH/IR-Sterne sind erst Ende der 60er Jahre mit Hilfe der Radio- und Infrarotastronomie entdeckt worden. Im fernen Infraroten zeigt sich ein zyklischer Lichtwechsel mit Perioden von 2 bis 5 Jahren und Amplituden ähnlich denen von Mirasternen. Außerdem zeigen diese Sterne im fernen Infrarot Absorptionslinien bei 10 und 20 µm, die mit Silikastaub in der Hülle der späten Riesen in Verbindung gebracht werden. Im Optischen sind OH/IR-Sterne kaum nachweisbar, obwohl sie zu den hellsten Infrarotquellen am Himmel zählen.

## Natürliche Maser
Daneben kann von den OH/IR-Sterne nichtthermische Strahlung einiger Moleküllinien nachgewiesen werden. Es handelt sich dabei um OH, Wasser und Siliziummonoxid. Diese Moleküllinien zeigen eine typische U-förmige Gestalt im Spektrum und werden als Maser interpretiert.
Meistens wird nur eine Maserstrahlung bei 1612 MHz vom Hydroxyl-Radikal (OH) nachgewiesen. Der Abstand der Linien im U-Profil entspricht einer Geschwindigkeit von 5 bis 25 km/s. Eine Komponente kommt von der Vorderseite der Staubhülle, die andere von der Rückseite. Die Besetzung der oberen Energieniveaus erfolgt durch Absorption von Infrarotstrahlung des warmen Staubs. Um eine ausreichende Verstärkung der Linie zu erreichen, muss die Geschwindigkeit des abströmenden Gases über große Strecken konstant sein. Die Maserstrahlung kommt daher nur aus einem kleinen Sehstrahl zur Erde, während die anderen Bereiche der Hülle nicht ausreichend verstärkt in unsere Richtung abgestrahlt werden. Die Maserstrahlung folgt den Helligkeitsvariationen im Infraroten mit einer Verzögerung von einigen Wochen.

## Nicht-veränderliche OH/IR-Sterne
Bei den nicht-veränderlichen OH/IR-Sternen ist keine langperiodische Helligkeitsänderung im Infraroten mehr nachweisbar. Sie verfügen über eine vom Stern bereits getrennte Staubhülle, die nicht mehr vom Post-AGB-Stern gespeist wird. Die Wassermaser sind bereits nur schwach oder gar nicht mehr nachweisbar, während die OH-Maser noch aktiv sind. Diese kurze Phase mit einer Dauer von ungefähr 1000 Jahren wird als die Übergangsphase zu den planetarischen Nebeln interpretiert.

## Beispiele
- WX Piscium, AFGL 1686